# Тэ Сон
Кан Дэ Сон (хангыль: 강대성; род. 26 апреля 1989) — участник южнокорейской группы Big Bang. Тэ Сон родился и вырос в районе Итхэвон, Сеул, Южная Корея. Певец, автор песен, актёр и ведущий. Был постоянным ведущим в таких популярных передачах, как «Семейный отдых» и «Ночь за Ночью». Участвовал в корейской постановке мюзикла «Кошки».
Активно продвигается в Японии.

## Карьера

### 2006—2011: дебют и первые работы
По признанию самого Тэ Сона, в документальном шоу «Big Bang Documentary», мечта стать певцом у него появилась ещё в средней школе, однако его отец, священник, был против такой карьеры сына и даже запретил ему ходить к своему учителю музыки. Однако вопреки воле отца, Те Сон пришёл на прослушивание, которое проводили YG Int. и успешно его прошёл. Со временем отец Тэ Сона смирился с выбором сына, поставив условием, что он не должен пропускать ни единого урока в школе.
После успешного прохождения прослушивания в YG, Тэ Сон участвует в шоу на выживание за место в новой группе YG, и так же успешно его проходит. 19 августа 2006 года он дебютирует в составе первой айдол-группы агентства — Big Bang.
Первая сольная песня Тэ Сона вышла в третьем сингл-альбоме, в рамках дебютного продвижения Big Bang, и была включена в первый полноформатный альбом группы, вышедший в конце 2006 года.
Называется трек «Улыбайся» / Useo Bonda слова Ан Ён Мина, музыка Ли Рю Вона.
В 2008 году Тэ Сон решается поэкспериментировать с музыкой, а точнее с её жанрами (возможно из-за проблем с голосовыми связками, которые появились во время дебюта и не были до конца вылечены). Его выбор падает на трот, несмотря на имидж группы. Лидер поддерживает его эксперимент и пишет ставшую весьма популярной в Корее и за рубежом «Посмотри на меня Гви Сун», годом позже он же пишет для Тэ Сона второй трот-трек «Большой Хит».
Тэ Сон, так же становится постоянным участником шоу — сначала «Семейный отдых», а затем «Ночь за ночью». В 2008 году он участвует в корейской постановке знаменитого мюзикла «Кошки (мюзикл)».
Также он должен был играть в мюзикле «Shouting», но в августе 2009 года машина в которой возвращался Тэ Сон со съемок «Семейного отдыха» попала в аварию. По сообщениям СМИ пострадала спина и очень сильно пострадало лицо, так что пришлось делать пластическую операцию. Однако по настоянию Тэ Сона ни одна черта лица не была изменена. К октябрю 2009 года Тэ Сон полностью восстановился и участвует с группой в «Концерте Мечты».
В 2010 году наконец Кан Дэ Сон находит свой стиль в музыке, выходит песня «Сахарная вата» автором слов к которой выступил сам Тэ Сон. В вышедшем в этом же году альбоме Ли Хё Ри есть песня, спетая дуэтом с Тэ Соном — How did we get.
В 2011 году в четвёртый мини-альбом группы в специальную версию была включена сольная песня Тэ Сона «Малышка, не плачь» авторства e.knock, более известного, как Куш (Kush). В конце этого года выходит драма с участием Тэ Сона. Саундтрек «Lunatic» исполнил он же.

### 2012—2016: деятельность в Японии и десятилетие группы
В 2012 в пятом мини-альбоме группы, который ознаменовал целую новую эру для них, есть песня «Крылья», написанная Тэ Соном и G-Dragon. Исполнил её сам Тэ Сон.
27 февраля 2013 года вышел первый японский альбом Ди-Лайта — D’Scover. В альбом включены его любимые японские песни в собственном исполнении, а также две ранее вышедшие песни «Крылья» и «Малыш, не плачь», уже в японском варианте. В поддержку альбома были проведены 25 концертов в 18 городах Японии, собравшие более чем 100 000 аудиторию.
16 июля 2014 года вышел второй соло-альбом Ди-Лайта и первый альбом состоящий только из его песен — D’slove. Так же он написал слова к большинству из них. В первый же день продаж было продано более 30 000 копий. В поддержку альбома были проведены 15 концертов в 8 городах Японии, собравшие ещё большую аудиторию, чем первый концертный тур (более 160 000). Тэ Сон первый корейский соло исполнитель, который смог собрать 2 года подряд более чем 100 000 аудиторию.
29 октября этого же года вышел мини-альбом Дэ Сона — Delight — включившим в себя 2 его ранее вышедшие трот песни и 2 песни известных исполнителей энка, которые очень положительно отозвались об исполнении Тэ Сона. Альбом продал более 65 000 копий в первый день продаж. Зимой 2015 были проведены концерты на «бис».
С апреля 2015 проходит активный промоушен Big Bang — возвращение с проектом MADE, мировой тур MADE и десятилетие группы. В первом шоу группы после долгого перерыва «Счастливы Вместе» Джи Ди рассказал, что во время продвижения в Японии у Тэ Сона появилось прозвище — Опасный Кан (Yabai Kang). По его словам, оно появилось из-за того, что если вы влюбитесь в Тэ Сона, то это навсегда. По рассказу группы этому поспособствовали волнующие движения грудью, взявшие свое начало от хореографии песни «Посмотри на меня Гви Сун», японская версия которой стало очень популярной. Также участники группы назвали самым популярным в Японии именно Тэ Сона.

### 2017: D-Day
В начале 2017 года было объявлено, что Тэ Сон проведет свой первый Доум Тур. Позже вышли новости, что к Доум Туру приурочен выход нового японского мини-альбома. По сообщению YGE, мини-альбом будет называться D-Day и выйдет 12 апреля. В личной трансляции, прошедшей 11 февраля, Те Сон сказал, что название альбома символизирует день, который мы все ждём (день Ди), а также день Ди-Лайта (D-Lite’s Day). Также по сообщению Тэ Сона вместе с ним над альбомом работали такие японские знаменитости, как Аяка, Мотохиро Хата, Ёсики Мидзуно (Ikomono Gakari) и Сэйдзи Камэда.
Официальное название тура — D-Lite Japan Dome Tour 2017~D-Day. В рамках продвижения тура был открыт специальный сайт, где публикуются новости, клипы и выступления. Концерты на крупнейших площадках страны прошли 15, 16, 22 и 23 апреля. Шоу распродало все билеты, тем самым собрав 158 000 поклонников. Вышедший 12 апреля мини-альбом D-Day занимал 1 место в национальном чарте Японии Oricon дважды. Было отмечено, что подобное среди иностранцев было только у Майкла Джексона.
Летом 2017 года, после длительного перерыва, Тэ Сон вернулся на корейские развлекательные шоу, поучаствовав в популярной программе «Fantastic Duo 2» (рус: чумовой дуэт), на котором получает статус национального зятя. Эпизод с Тэ Соном от 2 июля показал высочайший рейтинг в 9,7 %, на само выступление дуэта Тэ Сона с Королевой Ссирым — 12 %.
Тэ Сон принял участие в записи альбома каверов легендарной японской группы Dreams Come True.
27 августа D-LITE выступил на крупнейшем фестивале в Японии a-nation 2017.
Также компания певца объявила, что D-LITE отправится в новый тур по Японии под названием DnaShow.

### 2018—2019: Служба в армии
Концерты BIGBANG под названием «LAST DANCE» прошли 30-31 декабря 2017 года, став последними выступлениями группы перед предстоящим военным призывом участников. Тэ Сон был зачислен в военное подразделение «Победители» 13 марта 2018 года. В тот же день, как прощальный подарок фанатам, BIGBANG выпустили сингл «Flower Road», ставший цифровым монстром 2018 года.
По словам источника из отдела кадров учебного центра новобранцев 27-го дивизиона, 15 июня Тэ Сон был назначен помощником инструктора. Источник поделился, что Тэ Сон лично подал заявку на эту должность, так как: «Помощники инструкторов не назначаются дивизионом, сначала подаются заявки для отбора, и если он пройден, им предлагается должность». В процессе отбора немалую роль сыграла хорошая физическая форма, а также его превосходные результаты обучения.
Вместе с другим участником группы — Тхэяном, зачислившимся на день раньше него, Тэ Сон выступает на военных фестивалях и концертах, которые тепло приветствуются публикой.
Летом 2018 года Министерство национальной обороны согласилось постепенно сокращать продолжительность обязательной военной службы, благодаря чему дата демобилизации Тэ Сона передвинулась с 13 декабря на 11 ноября 2019 года.

## Дискография

### Альбомы
| Название   | Детали альбома                                                    | Позиция в чарте | Позиция в чарте | Количество проданных экземпляров |
| Название   | Детали альбома                                                    | КОРЕЯ           | ЯПОНИЯ          | Количество проданных экземпляров |
| Японский   | Японский                                                          | Японский        | Японский        | Японский                         |
| ---------- | ----------------------------------------------------------------- | --------------- | --------------- | -------------------------------- |
| «D’scover» | - Релиз: 27 февраля 2013 - Лейбл: YGEX Entertainment - Формат: CD | —               | 2               | - ЯП: 48 000+                    |
| D’slove    | Релиз: 16 июля 2014 Лейбл: YGEX Entertainment Формат: CD          | -               | 2               | 45 000+                          |
| Delight    | Релиз: 29 октября 2014 Лейбл: YGEX Entertainment Формат: CD       | -               | 1               | 79 000+                          |
| D-Day      | Релиз: 12 апреля 2017 Лейбл: YGEX Entertainment Формат: CD        | -               | 1               | 46 114                           |

### Синглы
| Название                                             | Форма релиза                    |
| ---------------------------------------------------- | ------------------------------- |
| «이제,우리 (идже, ури; Now We)»                      | Nemo с участием Тэ Сона         |
| «웃어본다 (усо понда; Try Smiling)»                  | Третий сингл Big Bang           |
| «날 봐, 귀순 (наль пва, квисун; Look at Me, Gwisun)» | Цифровой сингл                  |
| «대박이야! (тэбагия; Big Hit!)»                      | Цифровой сингл                  |
| «패밀리의 하루 (пхэмиллиэ хару; Family Day)»         | Участники «Семейной прогулки»   |
| «솜사탕 (сомсатханъ; Cotton Candy)»                  | Цифровой сингл                  |
| «How Did We Get»                                     | Дуэт с Ли Хёри                  |
| «Baby Don’t Cry»                                     | Big Bang Special Edition        |
| «Lunatic»                                            | Цифровой сингл                  |
| «Wings»                                              | Alive                           |
| «Shinai Naru Kimi e»                                 | Дуэт с Gummy (альбом «Fate(s)») |

### Драма
| Год  | Название       |
| ---- | -------------- |
| 2011 | Что произошло? |

### Развлекательное Шоу (постоянный участник/ведущий)
| Год       | Название                  |
| --------- | ------------------------- |
| 2008-2009 | Шоу! Музыкальное Ядро     |
| 2008-2010 | Семейная Прогулка 1 сезон |
| 2010-2011 | Ночь за Ночью             |

### Мюзикл
| Год  | Название                 |
| ---- | ------------------------ |
| 2008 | Кошки (корейская версия) |

### Фильм
| Год  | Название                                                          |
| ---- | ----------------------------------------------------------------- |
| 2010 | Приключения Сэмми: Секретная Тропа (озвучивание корейской версии) |